# میتسوبیشی ترایتون
میتسوبیشی ترایتون (Mitsubishi Triton) خودرویی تولید شده توسط میتسوبیشی است که از سال ۱۹۷۸ تا کنون تولید شده‌است. طراحی آن موتور جلو-محور عقب یا موتور جلو-تمام چرخ متحرک است.